# Centocittà (album)
Centocittà è il secondo album dal vivo del cantautore Antonello Venditti, pubblicato nel 1985.
È stato inizialmente posto in vendita nella versione doppio LP e musicassetta, con 17 brani; successivamente è stato ristampato in CD singolo, con soli 14 brani.

## Tracce

### Disco 1
1. Centocittà - 5:20 (Inedito)
2. Sotto il segno dei pesci - 7:20
3. Giulia - 4:50
4. Piero e Cinzia - 6:00
5. Il treno delle sette - 6:00
6. Le tue mani su di me - 6:13
7. Le ragazze di Monaco - 4:05
8. Stukas - 5:36 (Non presente nell'edizione CD, ma solamente nel 33 giri)

### Disco 2
1. Attila e la stella - 4:14
2. Sora Rosa - 4:37
3. Marta - 4:43
4. Compagno di scuola - 5:28
5. Le cose della vita - 2:58
6. Campo de' Fiori - 4:08 (Non presente nell'edizione CD, ma solamente nel 33 giri)
7. Penna a sfera - 5:10
8. Ci vorrebbe un amico - 3:23
9. Lo stambecco ferito (strumentale) - 2:42 (Non presente nell'edizione CD, ma solamente nel 33 giri)

## Formazione
- Antonello Venditti - voce, pianoforte e tastiera
- Fabio Pignatelli - basso, programmazione e percussioni
- Alessandro Centofanti, Gaetano Leandro, Maurizio Boriolo, Marco Colucci - tastiera
- Claudio Bazzari, Claudio Prosperini, Mario Schilirò, Renato Bartolini - chitarra acustica ed elettrica
- Derek Wilson - batteria e percussioni
- Rodolfo Lamorgese - chitarra acustica ed elettrica, percussioni
- Karl Potter, Massimo Spinosa - percussioni
- Marco Vannozzi - basso
- Marco Rinalduzzi - chitarra acustica ed elettrica, programmazione
- Natale Massara, Marco Valentini - sax

## Classifiche

### Classifiche settimanali
| Classifica (1985) | Posizione massima |
| ----------------- | ----------------- |
| Italia            | 6                 |

### Classifiche di fine anno
| Classifica (1985) | Posizione |
| ----------------- | --------- |
| Italia            | 25        |